# Wonokampir
Wonokampir is een bestuurslaag in het regentschap Wonosobo van de provincie Midden-Java, Indonesië. Wonokampir telt 3668 inwoners (volkstelling 2010).